# مامان کله‌دودکشی
مامان کله‌دودکشی کتابی از الهام مزارعی با تصویرگری لیدا طاهری است که در سال ۱۳۹۲ از سوی نشر کتاب‌های فندق منتشر و در سال ۲۰۱۴ در فهرست کلاغ سفید قرار گرفت.